# Peter D. Mitchell

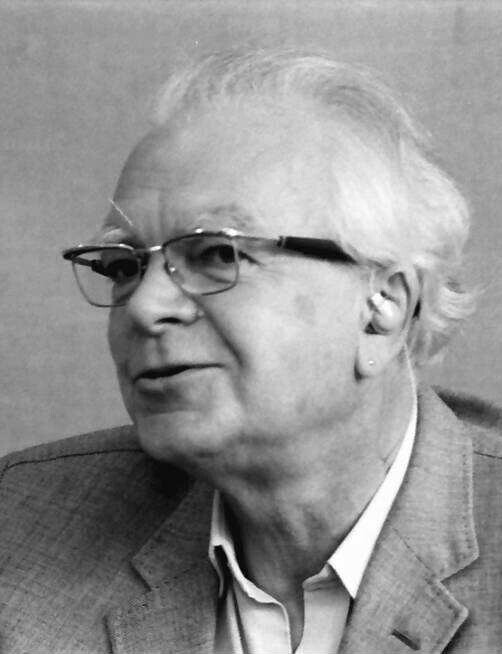
Peter D. Mitchell (1986)

Peter Dennis Mitchell (* 29. September 1920 in Mitcham (Surrey, England); † 10. April 1992 in Bodmin (Cornwall, England)) war ein britischer Chemiker, der 1978 den Nobelpreis für Chemie für seine Forschungen zur Energieumwandlung in Zellen erhielt.

## Leben
Mitchell studierte an der Universität Cambridge und wurde dort 1950 bei James F. Danielli promoviert. Von 1955 bis 1963 war er Direktor der Abteilung für Chemie und Biologie am zoologischen Institut der Universität Edinburgh. 1954 wurde er Forschungsdirektor der Glynn Research Laboratories.
Er studierte die Mitochondrien, die „Kraftwerke“ der lebenden Zelle. Er formulierte die Chemiosmotische Theorie, die als „Mitchell-Hypothese“ lange Zeit umstritten war und teilweise heftig bekämpft wurde. Inzwischen ist Mitchells Entdeckung der chemiosmotischen Kopplung ein wichtiger Eckpfeiler der modernen Biowissenschaften. Sie erklärt, wie in der Zelle der Transport von Protonen durch eine Biomembran für die Umwandlung von Adenosindiphosphat (ADP) zum Energieträger Adenosintriphosphat (ATP) genutzt wird. Er prägte den Begriff Protizität, um die Analogie zwischen Protonenfluss und elektrischem Strom hervorzuheben.
1975 wurde Mitchell in die American Academy of Arts and Sciences gewählt, 1977 in die National Academy of Sciences. Für die Entdeckung der chemiosmotischen Kopplung erhielt er 1978 den Nobelpreis für Chemie. 1981 erhielt Mitchell die Copley Medal der Royal Society. 1989 wurde er auswärtiges Mitglied (associé étranger) der Académie des sciences.

## Werke
- Coupling of phosphorylation to electron and hydrogen transfer by a chemi-osmotic type of mechanism. In: Nature. Band 191, 1961, S. 144–148, PMID 13771349.
- Keilin’s respiratory chain concept and its chemiosmotic consequences. In: Science. Band 206, Nr. 4423, 1979, S. 1148–1159, PMID 388618.